# Anthroposophische Architektur

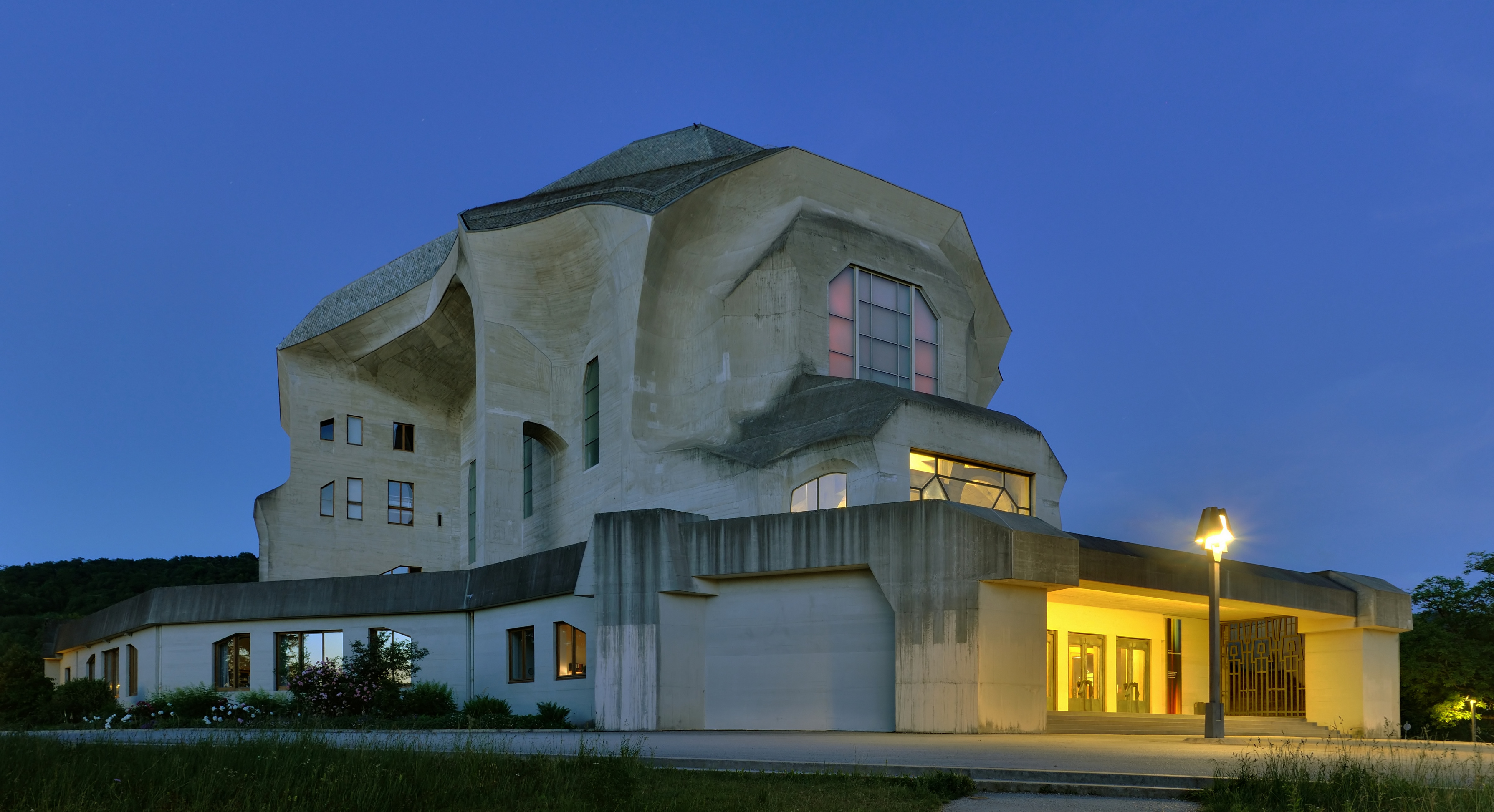
Von Rudolf Steiner 1923 entworfenes zweites Goetheanum

Als anthroposophische Architektur wird eine Architekturauffassung bezeichnet, die sich an den Lehren der Anthroposophie von Rudolf Steiner orientiert. In ihren Gestaltungsmitteln lassen sich Elemente von Jugendstil und Expressionismus erkennen. Die anthroposophische Architektur wird oft als Beispiel für eine „organische Architektur“ genannt.

## Beschreibung
Die Gestaltung der Gebäude beruht auf der anthroposophischen Lehre, dass Formen in der Natur den Naturgesetzen folgen und ihre Inhalte vermitteln. Mit der anthroposophischen Architektur soll die in der Natur vorhandene, aus der göttlichen Sphäre stammende Ordnung dargestellt werden. Stilmerkmale sind Symmetrie, gerundete organische Formen und geometrische Formen wie beim Haus Duldeck. Das Dach wird teilweise als Schale oder Kappe entworfen, im Inneren werden meist natürliche Farben als Lasuren und Materialien wie etwa Holz verwendet. Die anthroposophische Architektur spielt bei der Gestaltung von Innenräumen eine große Rolle.

## Bekannte Bauwerke

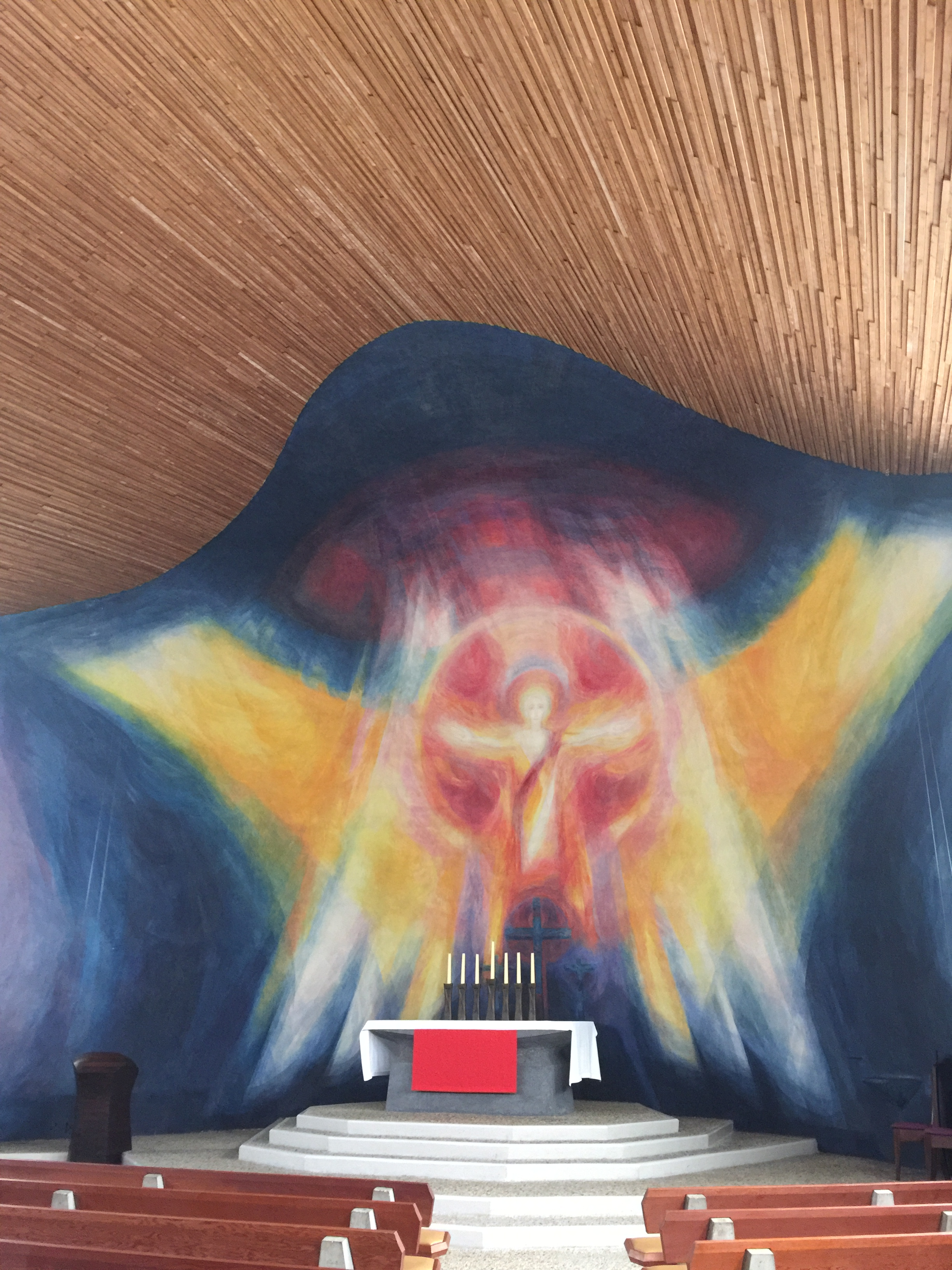
Innenraum einer Kirche der Christengemeinschaft in Amsterdam

Das erste nach anthroposophischen Vorstellungen errichtete Gebäude ist der Modellbau zu Malsch (1910). Grundlegende Vorbilder der anthroposophischen Architektur sind das erste und zweite Goetheanum in Dornach bei Basel. Nachdem das erste Goetheaneum in der Nacht zum 1. Januar 1923 durch Brandstiftung niedergebrannt worden war, entwarf Steiner das zweite Goetheaneum, diesmal allerdings nicht aus Holz, sondern aus Stahlbeton. Die vielfach verwundenen Flächen und die großen Spannweiten stellten sich dabei als Herausforderung für die Statik und den Schalungsbau dar. Im Inneren befinden sich große Räume mit durch den weitgehenden Verzicht auf rechte Winkel eigentümlichem Charakter, die jedoch nicht mehr von Steiner († 1925) geplant und eingerichtet wurden.
Die anthroposophische Architektur kommt besonders bei der Gestaltung von Waldorfschulen sowie bei Kirchen der anthroposophischen Christengemeinschaft zur Anwendung.

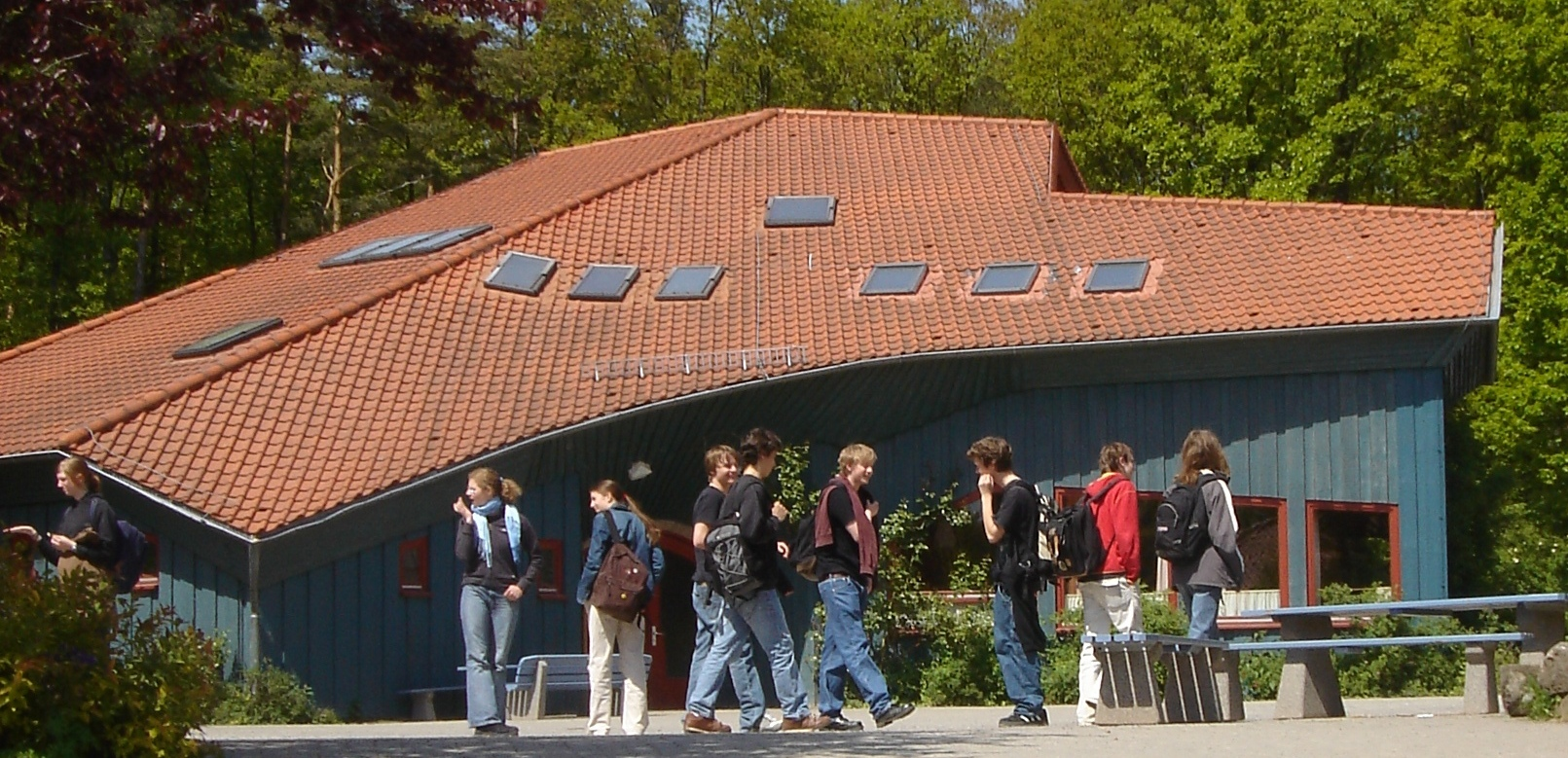
Waldorfschule in Fulda, Dachgestaltung
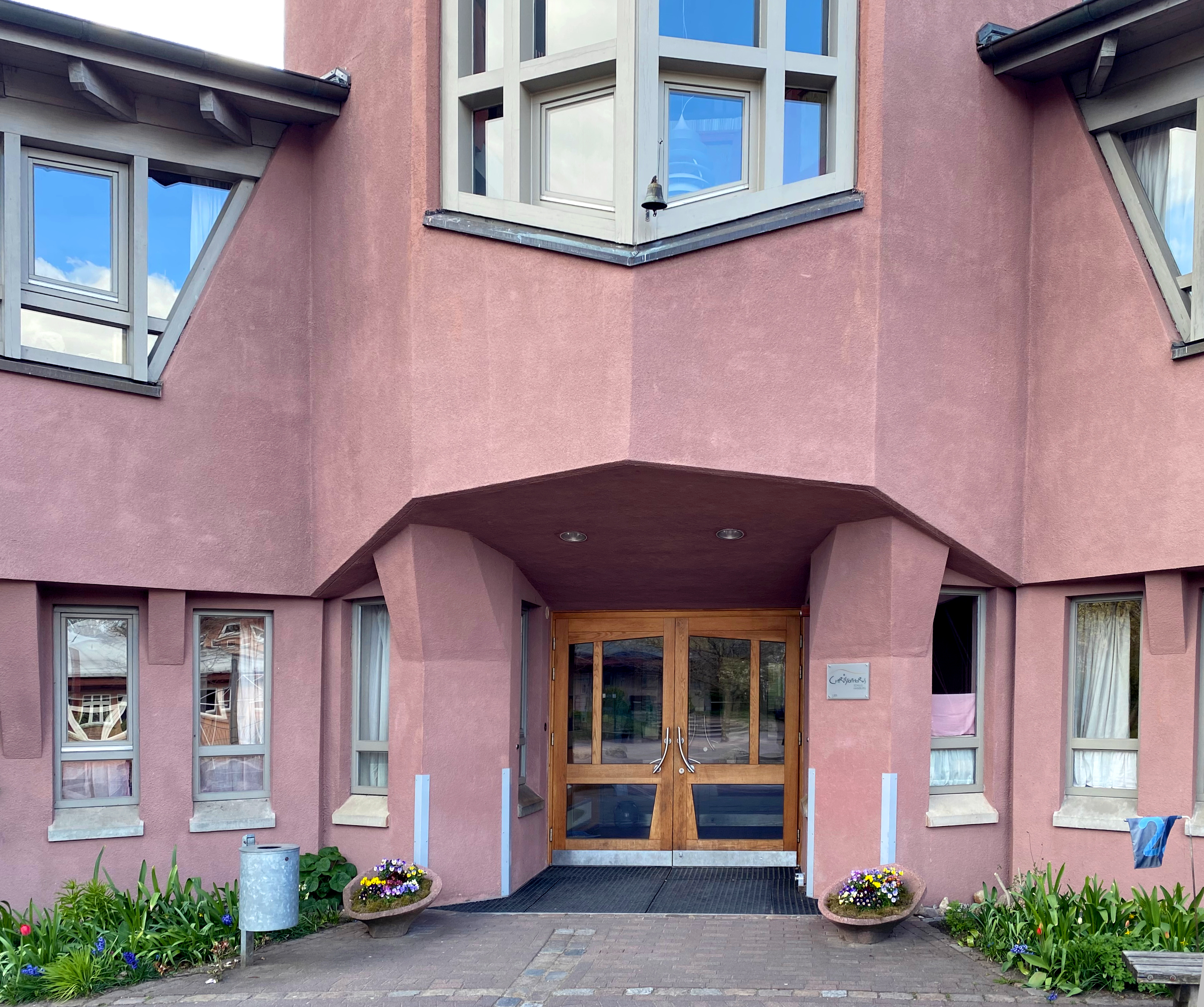
Eingang der Christophorus-Schule in Hamburg-Bergstedt
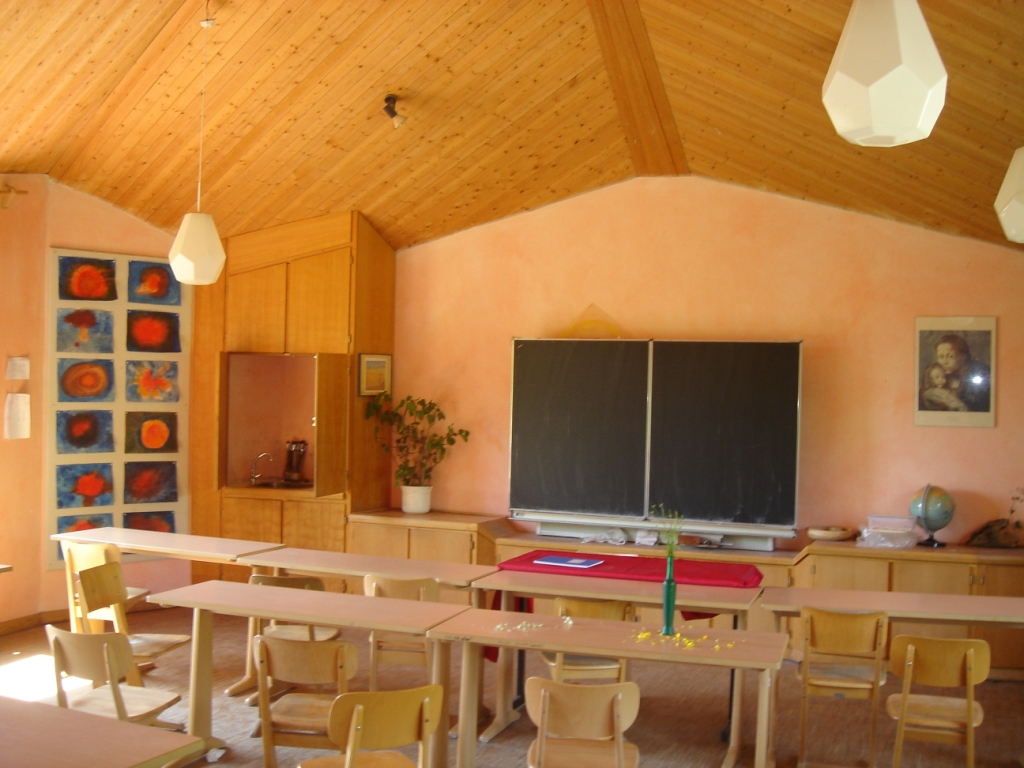
Klassenraum einer Waldorfschule in Fulda
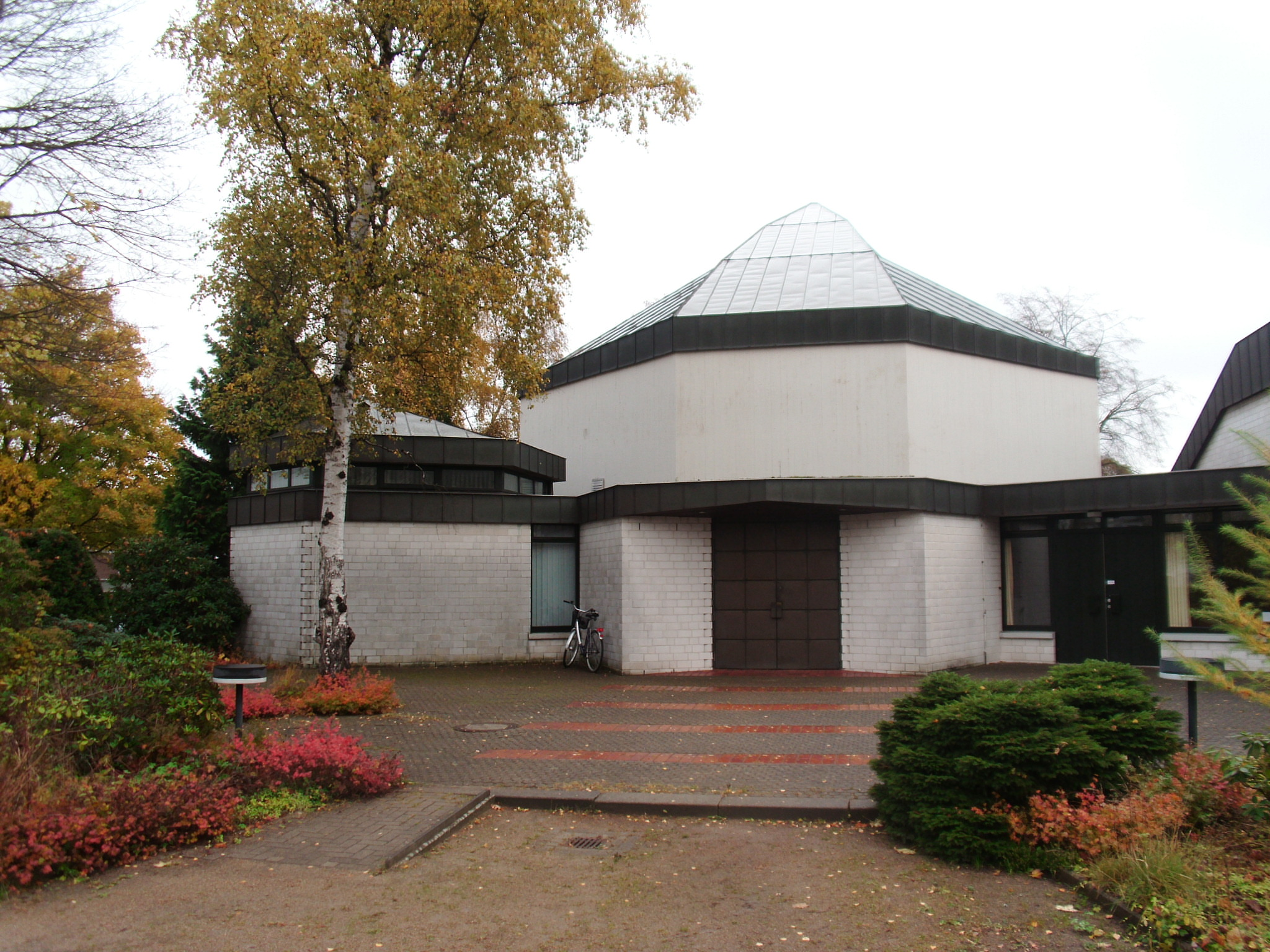
Michaels-Kirche in Hamburg-Blankenese
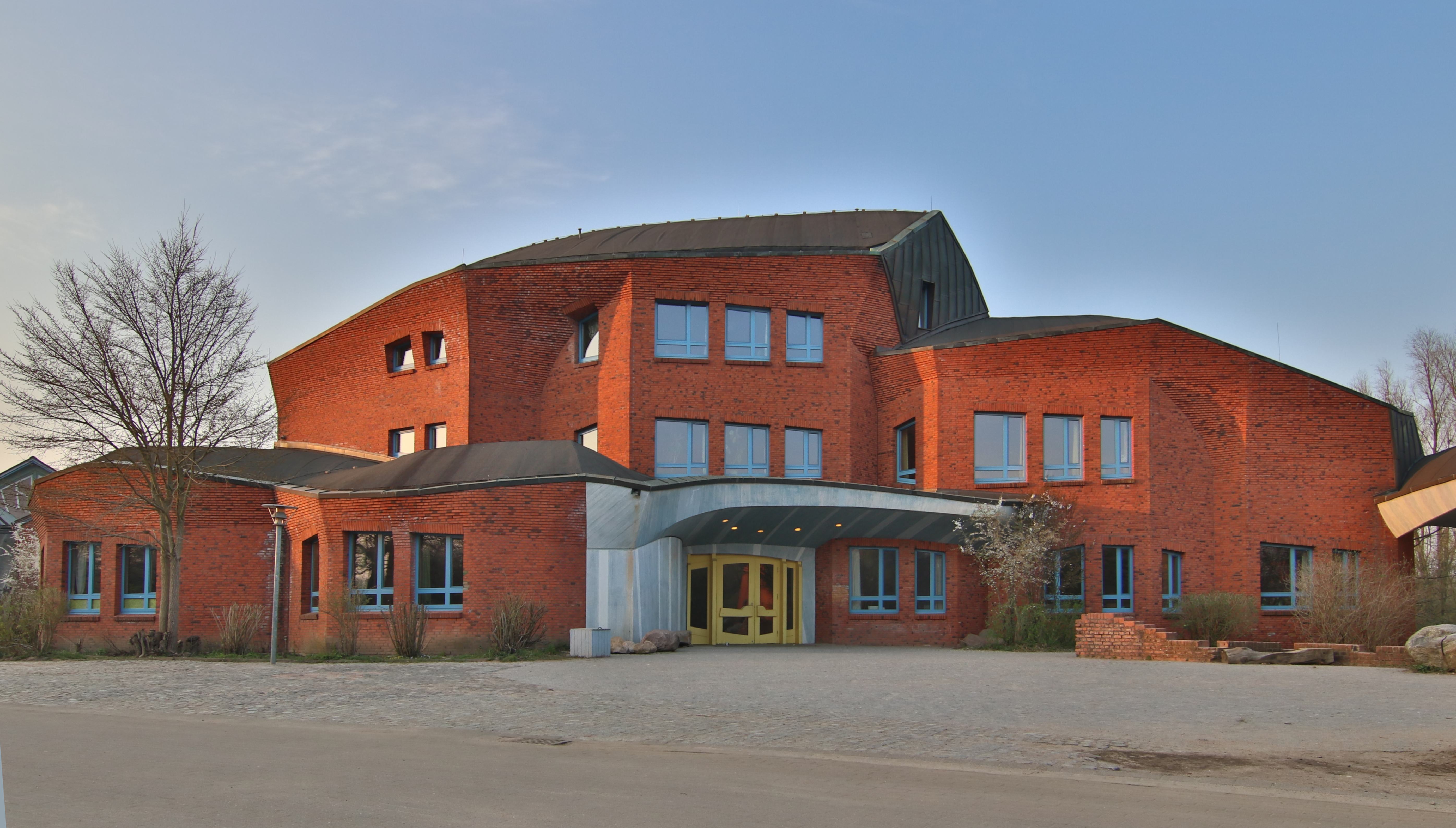
Turnhallenhaus der Waldorfschule Kiel